# 全腺香茶菜
全腺香茶菜（学名：Isodon pantadenius），为唇形科香茶菜属下的一个种。